# Umgebungslichtsensor

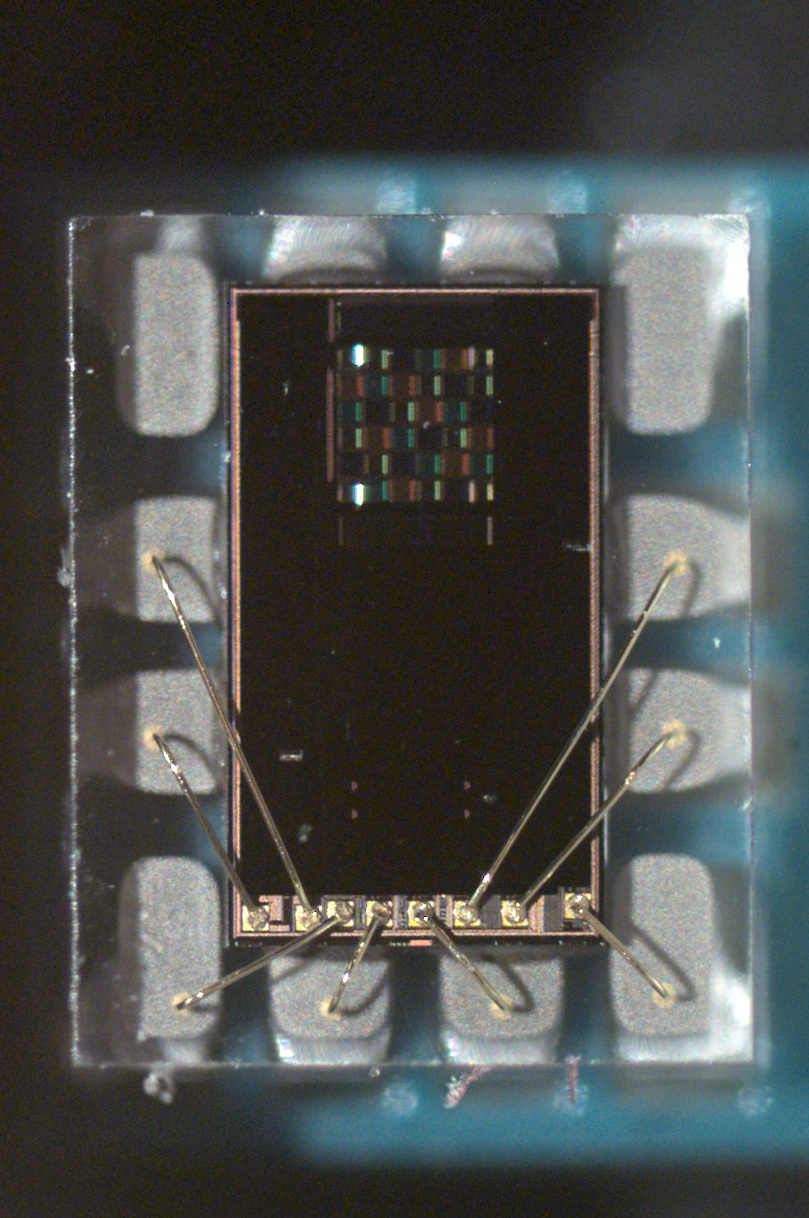
Mikroskopbild des Umgebungslichtsensors eines Google Pixel 4a Smartphones.

Ein Umgebungslichtsensor (englisch ambient light sensor, abgekürzt ALS) hat die Aufgabe das Umgebungslicht zu messen. Typische Anwendungsfälle sind:
- Helligkeitssteuerung der Beleuchtung in Gebäuden
- Helligkeit von Monitoren
- In Kraftfahrzeugen zur Steuerung des Abblendlichtes[1] zur Erkennung von Dämmerung oder Ein-/Ausfahrt in einen Tunnel.

Das Umgebungslicht wird anhand des photoelektrischen Effektes gemessen und als elektrisches Signal ausgegeben.